# Kavilo
Kavilo (cyr. Кавило) – wieś w Serbii, w Wojwodinie, w okręgu północnobackim, w gminie Bačka Topola. W 2011 roku liczyła 177 mieszkańców.